# Polo aquático nos Jogos Olímpicos de Verão de 1984
O torneio de Pólo aquático nos Jogos Olímpicos de Verão de 1984 foi realizado em Los Angeles, nos Estados Unidos.

## Masculino
| Ouro | Prata | Bronze |
| Iugoslávia Milorad Krivokapić Deni Lušić Zoran Petrović Božo Vuletić Veselin Đuho Zoran Roje Milivoj Bebić Perica Bukić Goran Sukno Tomislav Paškvalin Igor Milanović Dragan Andrić Andrija Popović | Estados Unidos Craig Wilson Kevin Robertson Gary Figueroa Peter Campbell Douglas Burke Joseph Vargas Jon Svendsen John Siman Andrew McDonald Terry Schroeder Jody Campbell Timothy Shaw Christopher Dorst | Alemanha Ocidental Peter Rohle Thomas Loebb Frank Otto Rainer Hoppe Armando Fernandez Thomas Huber Jürgen Schroder Rainer Osselmann Hagen Stamm Roland Freund Dirk Theismann Santiago Chalmovsky Werner Obschemikat |

### Primeira fase

#### Grupo A
| Equipe            | Pts | J | V | E | D | GP | GC |
| ----------------- | --- | - | - | - | - | -- | -- |
| YUG Iugoslávia    | 6   | 3 | 3 | 0 | 0 | 34 | 16 |
| NED Países Baixos | 4   | 3 | 2 | 0 | 1 | 16 | 15 |
| CHN China         | 3   | 3 | 1 | 1 | 1 | 15 | 15 |
| CAN Canadá        | 0   | 3 | 0 | 0 | 3 | 16 | 22 |

| 1 de agosto   |      |               |
| Iugoslávia    | 13–4 | Canadá        |
| China         | 8–10 | Países Baixos |
| 2 de agosto   |      |               |
| Iugoslávia    | 12–7 | China         |
| Países Baixos | 10–9 | Canadá        |
| 3 de agosto   |      |               |
| China         | 6–5  | Canadá        |
| Iugoslávia    | 9–5  | Países Baixos |

#### Grupo B
| Equipe             | Pts | J | V | E | D | GP | GC |
| ------------------ | --- | - | - | - | - | -- | -- |
| USA Estados Unidos | 6   | 3 | 3 | 0 | 0 | 32 | 17 |
| ESP Espanha        | 4   | 3 | 2 | 0 | 1 | 39 | 31 |
| GRE Grécia         | 1   | 3 | 0 | 1 | 2 | 23 | 33 |
| BRA Brasil         | 1   | 3 | 0 | 1 | 2 | 25 | 38 |

| 1 de agosto    |       |                |
| Espanha        | 19–12 | Brasil         |
| Estados Unidos | 12–5  | Grécia         |
| 2 de agosto    |       |                |
| Espanha        | 12–9  | Grécia         |
| Estados Unidos | 10–4  | Brasil         |
| 3 de agosto    |       |                |
| Grécia         | 9–9   | Brasil         |
| Espanha        | 8–10  | Estados Unidos |

#### Grupo C
| Equipe                 | Pts | J | V | E | D | GP | GC |
| ---------------------- | --- | - | - | - | - | -- | -- |
| FRG Alemanha Ocidental | 6   | 3 | 3 | 0 | 0 | 35 | 18 |
| AUS Austrália          | 3   | 3 | 1 | 1 | 1 | 27 | 20 |
| ITA Itália             | 3   | 3 | 1 | 1 | 1 | 27 | 23 |
| JPN Japão              | 0   | 3 | 0 | 0 | 3 | 15 | 43 |

| 1 de agosto        |      |           |
| Itália             | 15–5 | Japão     |
| Alemanha Ocidental | 12–6 | Austrália |
| 2 de agosto        |      |           |
| Austrália          | 8–8  | Itália    |
| Alemanha Ocidental | 15–8 | Japão     |
| 3 de agosto        |      |           |
| Japão              | 2–15 | Austrália |
| Alemanha Ocidental | 10–4 | Itália    |

### Fase final
Diferente das edições anteriores do torneio, o resultado entre as equipes obtidos na primeira fase continuam valendo para a fase final, sem a realização de uma nova partida.

#### Grupo D
| Equipe                 | Pts | J | V | E | D | GP | GC |
| ---------------------- | --- | - | - | - | - | -- | -- |
| YUG Iugoslávia         | 9   | 5 | 4 | 1 | 0 | 47 | 33 |
| USA Estados Unidos     | 9   | 5 | 4 | 1 | 0 | 43 | 34 |
| FRG Alemanha Ocidental | 5   | 5 | 2 | 1 | 2 | 49 | 34 |
| ESP Espanha            | 4   | 5 | 1 | 2 | 2 | 42 | 46 |
| AUS Austrália          | 3   | 5 | 1 | 1 | 3 | 37 | 48 |
| NED Países Baixos      | 0   | 5 | 0 | 0 | 5 | 25 | 48 |

| 6 de agosto        |       |                    |
| Austrália          | 6–9   | Iugoslávia         |
| Estados Unidos     | 8–7   | Países Baixos      |
| Espanha            | 8–8   | Alemanha Ocidental |
| 7 de agosto        |       |                    |
| Estados Unidos     | 12–7  | Austrália          |
| Iugoslávia         | 10–9  | Alemanha Ocidental |
| Espanha            | 10–4  | Países Baixos      |
| 9 de agosto        |       |                    |
| Estados Unidos     | 8–7   | Alemanha Ocidental |
| Países Baixos      | 7–8   | Austrália          |
| Espanha            | 8–14  | Iugoslávia         |
| 10 de agosto       |       |                    |
| Alemanha Ocidental | 15–2  | Países Baixos      |
| Austrália          | 10–10 | Espanha            |
| Estados Unidos     | 5–5   | Iugoslávia         |

#### Grupo E
| Equipe     | Pts | J | V | E | D | GP | GC |
| ---------- | --- | - | - | - | - | -- | -- |
| ITA Itália | 9   | 5 | 4 | 1 | 0 | 63 | 14 |
| GRE Grécia | 8   | 5 | 3 | 2 | 0 | 52 | 41 |
| CHN China  | 6   | 5 | 3 | 0 | 2 | 44 | 39 |
| CAN Canadá | 3   | 5 | 1 | 1 | 3 | 40 | 48 |
| JPN Japão  | 2   | 5 | 1 | 0 | 4 | 30 | 55 |
| BRA Brasil | 2   | 5 | 0 | 2 | 3 | 40 | 52 |

| 6 de agosto  |       |        |
| China        | 10–4  | Japão  |
| Grécia       | 11–8  | Canadá |
| Itália       | 13–4  | Brasil |
| 7 de agosto  |       |        |
| Grécia       | 14–7  | Japão  |
| Itália       | 11–8  | China  |
| Canadá       | 10–10 | Brasil |
| 9 de agosto  |       |        |
| China        | 11–9  | Brasil |
| Canadá       | 8–5   | Japão  |
| Grécia       | 8–8   | Itália |
| 10 de agosto |       |        |
| Japão        | 9–8   | Brasil |
| Itália       | 16–9  | Canadá |
| Grécia       | 10–9  | China  |

## Classificação final
| Pos. | País                   |
| ---- | ---------------------- |
|      | YUG Iugoslávia         |
|      | USA Estados Unidos     |
|      | FRG Alemanha Ocidental |
| 4    | ESP Espanha            |
| 5    | AUS Austrália          |
| 6    | NED Países Baixos      |
| 7    | ITA Itália             |
| 8    | GRE Grécia             |
| 9    | CHN China              |
| 10   | CAN Canadá             |
| 11   | JPN Japão              |
| 12   | BRA Brasil             |